# Paul Vouga

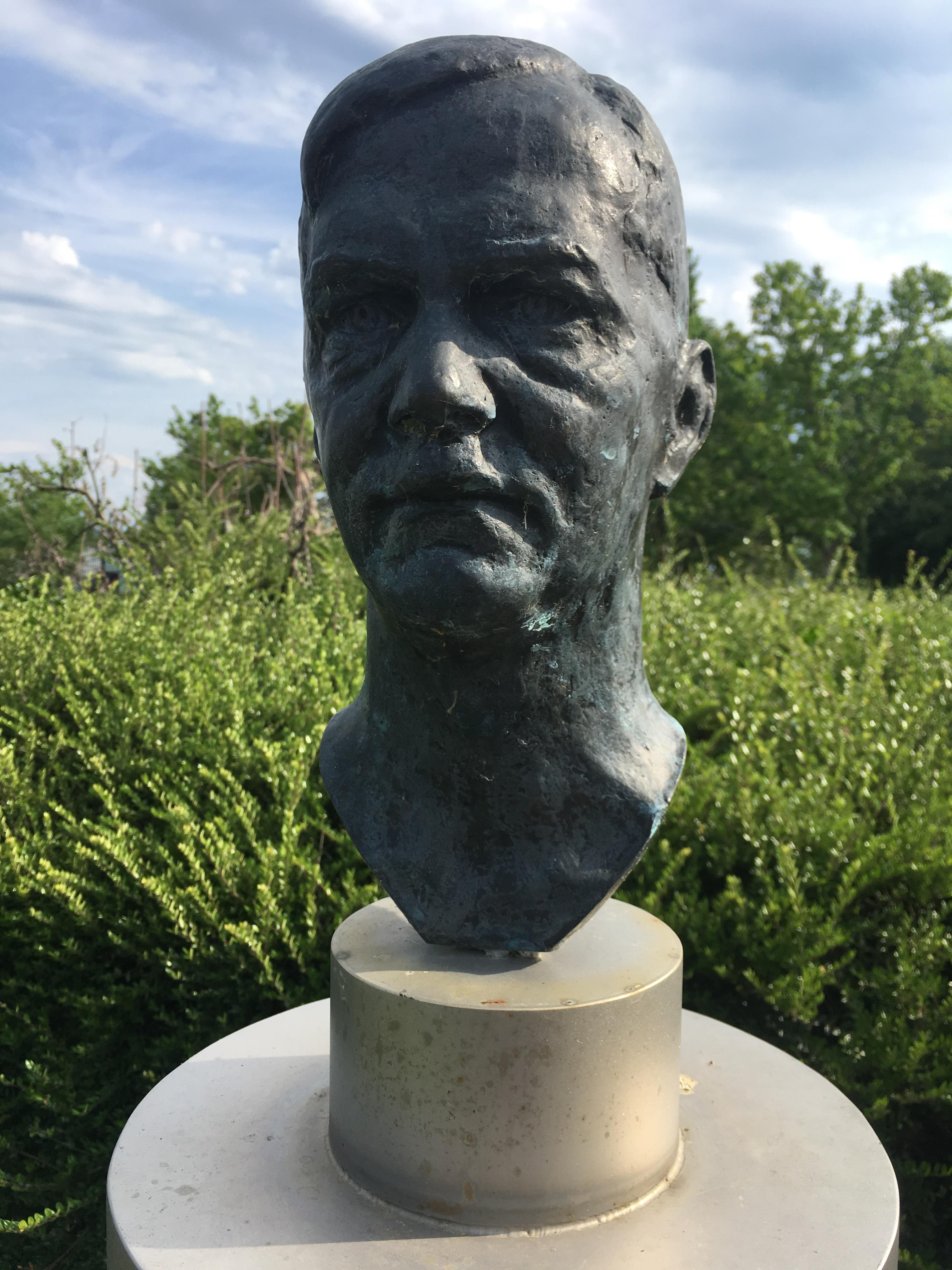
Skulpturenbüste des Neuenburger Archäologen Paul Vouga, die 1931 von seinem Sohn Jean-Pierre Vouga angefertigt wurde.

Paul Vouga (* 4. Juni 1880 in Marin-Epagnier; † 21. Mai 1940 in Neuchâtel) war ein Schweizer Archäologe, der heute vor allem wegen seiner Grabungen an der Fundstelle La Tène in Marin-Epagnier und an westschweizerischen Pfahlbausiedlungen bekannt ist. Er grub jedoch auch als einer der ersten in der Schweiz einen mesolithischen Wohnplatz aus, den Le Col-des-Roches bei Locle.
Paul Vouga war der Sohn des Ausgräbers von La Tène, Émile Vouga (1837–1904). Er promovierte 1905 in Bern mit einer Arbeit über Essai sur l’origine des habitants du Val de Travers (1906). Er war Konservator am Museum von Neuchâtel und Universitätsprofessor. Ab 1933 war er korrespondierendes Mitglied des Deutschen Archäologischen Instituts.
Nach seinem Tod wurde Théodore Delachaux zum Kurator der prähistorischen Sammlungen des Museums für Geschichte und Archäologie ernannt und übernahm an der Universität Neuenburg Vougas Lehrtätigkeit.

## Werke
- Essai sur l’origine des habitants du Val de Travers (Halle/Saale, Karras, 1906)
- Fouilles d’un groupe de tumulus dans la forêt de Bussy, près de Valangin (Neuchâtel) (Genève: A. Kundig, 1920)
- Zur kulturgeschichtlichen Stellung der westschweizerischen Pfahlbauten (Wien, F. Jasper, 1924).